# Bacne-Ceh
Bacne-Ceh es una localidad del estado de Yucatán, México, comisaría del municipio de Tixkokob. En la entrada se pueden ver lauburus, herencia de la inmigración vasca en Yucatán.

## Toponimia
El nombre (Bacne-Ceh) proviene del idioma maya.

"Hacienda Los Doctores" proviene de origen de la actividad de sus propietarios.

## Hechos históricos
- En 1930 cambia su nombre de Bacné a Bacne-Ceh. Actividad Henequenera
- En 1940 cambia a Cne-Ceh.
- En 1950 cambia a Bacneceh.

- En 1970 cambia a Bacneh.

Disminuye la actividad del Henequén debido principalmente a la reducción en la demanda del mercado hacia las fibras naturales, lo que reduce y extingue poco a poco los jornales de trabajo en la Hacienda.
- En 1980 - 90´s cambia a Bacne-Ceh. (venado cola Blanca)

El cierre de la paraestatal Cordemex, en el año 1991, contribuyó al fin de esta actividad en todo el Estado de Yucatán.
en consecuencia los dueños de la hacienda Dr. Rafael Sabido Montalvo y esposa Dña. Rosa Ma. Mendiburu, e hijos Dr. Iván y Dr. Rigel Sabido Mendiburu, se ven obligados y deciden cambiar de giro en la actividad de la Hacienda.
Inicialmente se fomento, en coordinación con la SAGARPA, secretaría del gobierno federal, la cría de Venado cola Blanca, jabalí (cerdo silvestre de la región sureste) y avestruz. experimento que finalizó en los años 90 debido al cierre del programa de cría de especies silvestres.
- En el año 2001, la hacienda es devastada en la mayor parte de su infraestructura por el huracán Isidoro, lo que provocó el deterioro en la máquina raspadora de henequén que se mantenía exhibida como parte de la historia de su actividad henequenera, que prevaleció hasta los años 70´s. El huracán también arrasó con árboles frutales de las huertas, la casa principal, el caserío rústico y veleta de viento existentes. Daños que a través de los años fueron reparado sus dueños. No ha sí la maquinaria de la raspadora que tuvo irreparables perdidas.

- En el año 2010 con motivo del cambio en la actividad de esta Hacienda, de origen henequenera, pasa a crianza ganadera, cambiando su nombre al de "Hacienda los Doctores" con registro como unidad de producción pecuaria (UPP) ante el SINIIGA.

El nombre proviene de la profesión y actividad de sus propietarios por dos generaciones.

## Demografía
Según el censo de 2005 realizado por el INEGI, la población de la localidad era de 0 habitantes.
| 105                         | 101 | 68 | 39 | 12 | 14 | 2 | 7 | 16 | ? | 0 | 0 | 0 |
| (Fuente: INEGI [Consultar]) |     |    |    |    |    |   |   |    |   |   |   |   |

## Galería

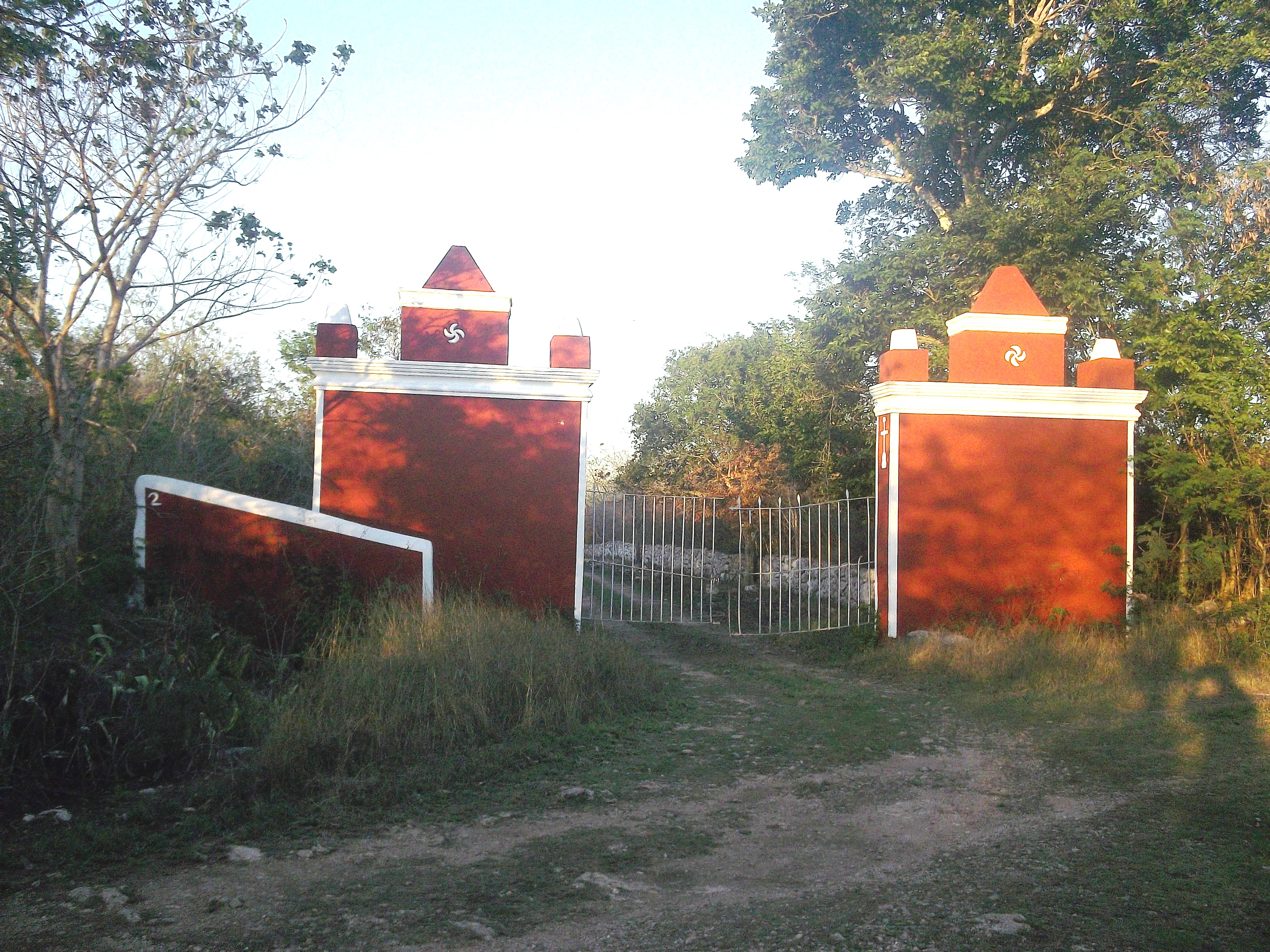
Entrada a Bacne-ceh.
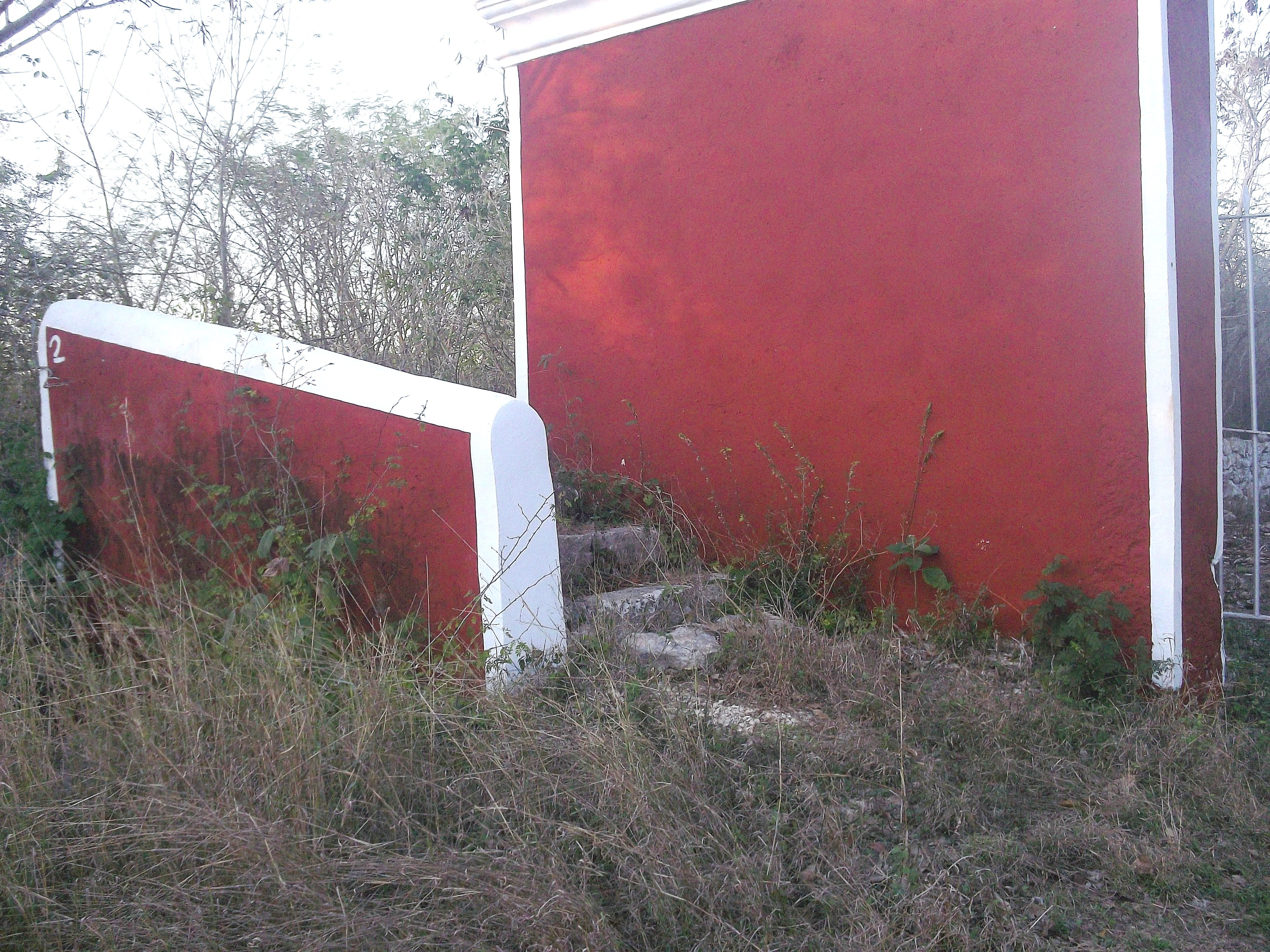
Entrada a Bacne-ceh.
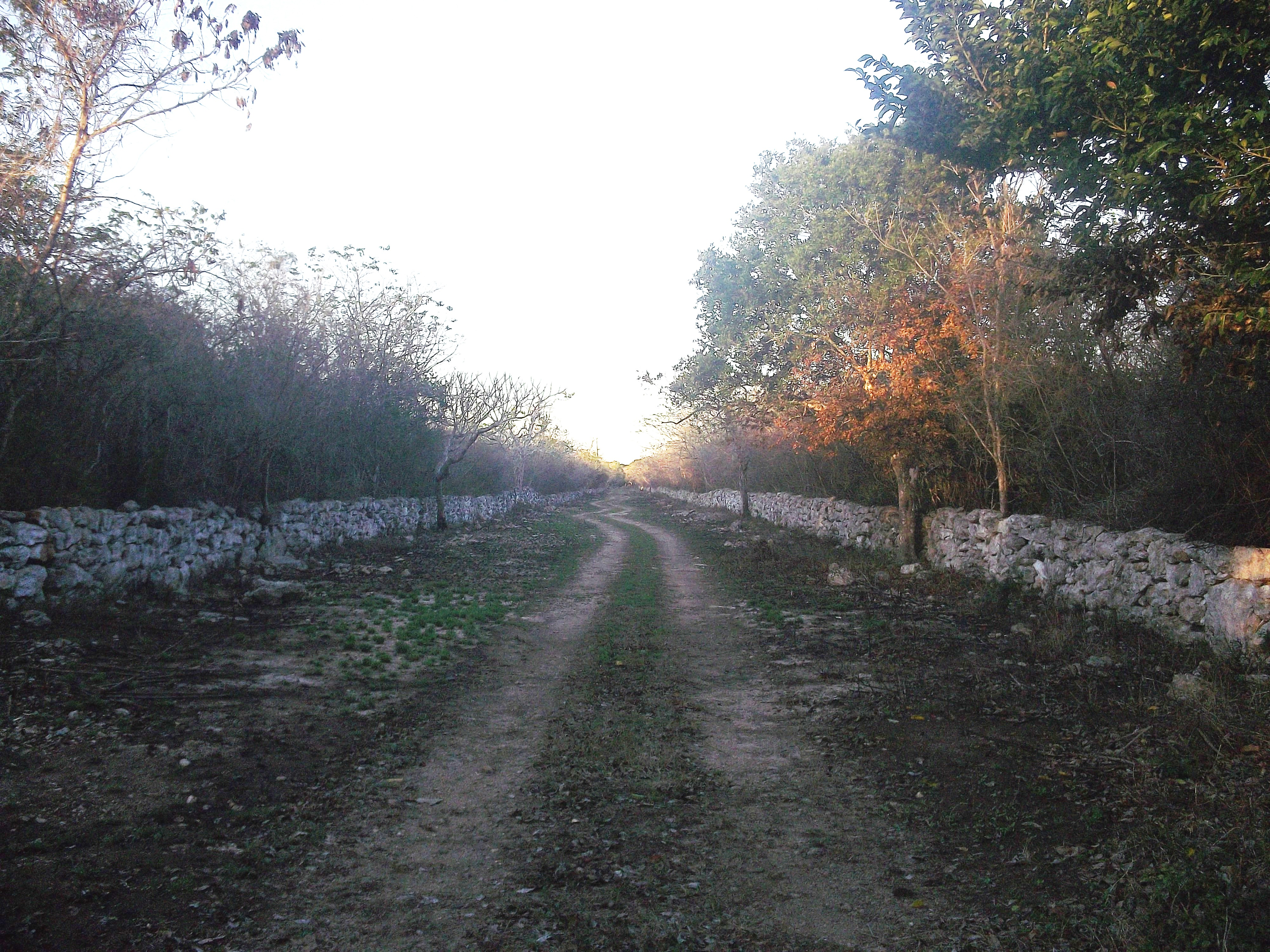
Camino a Bacne-ceh.
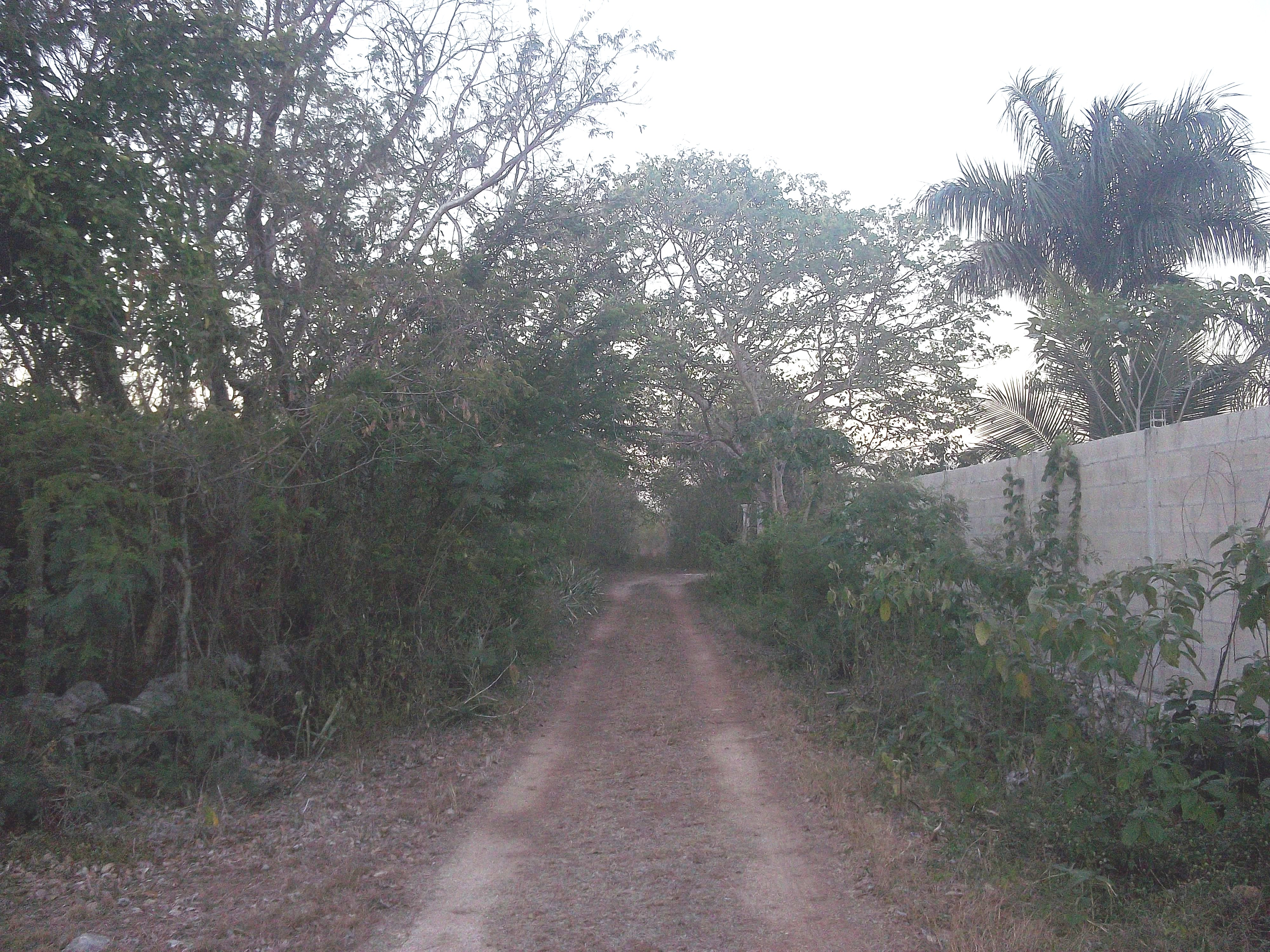
Antigua vía del tren a Motul.
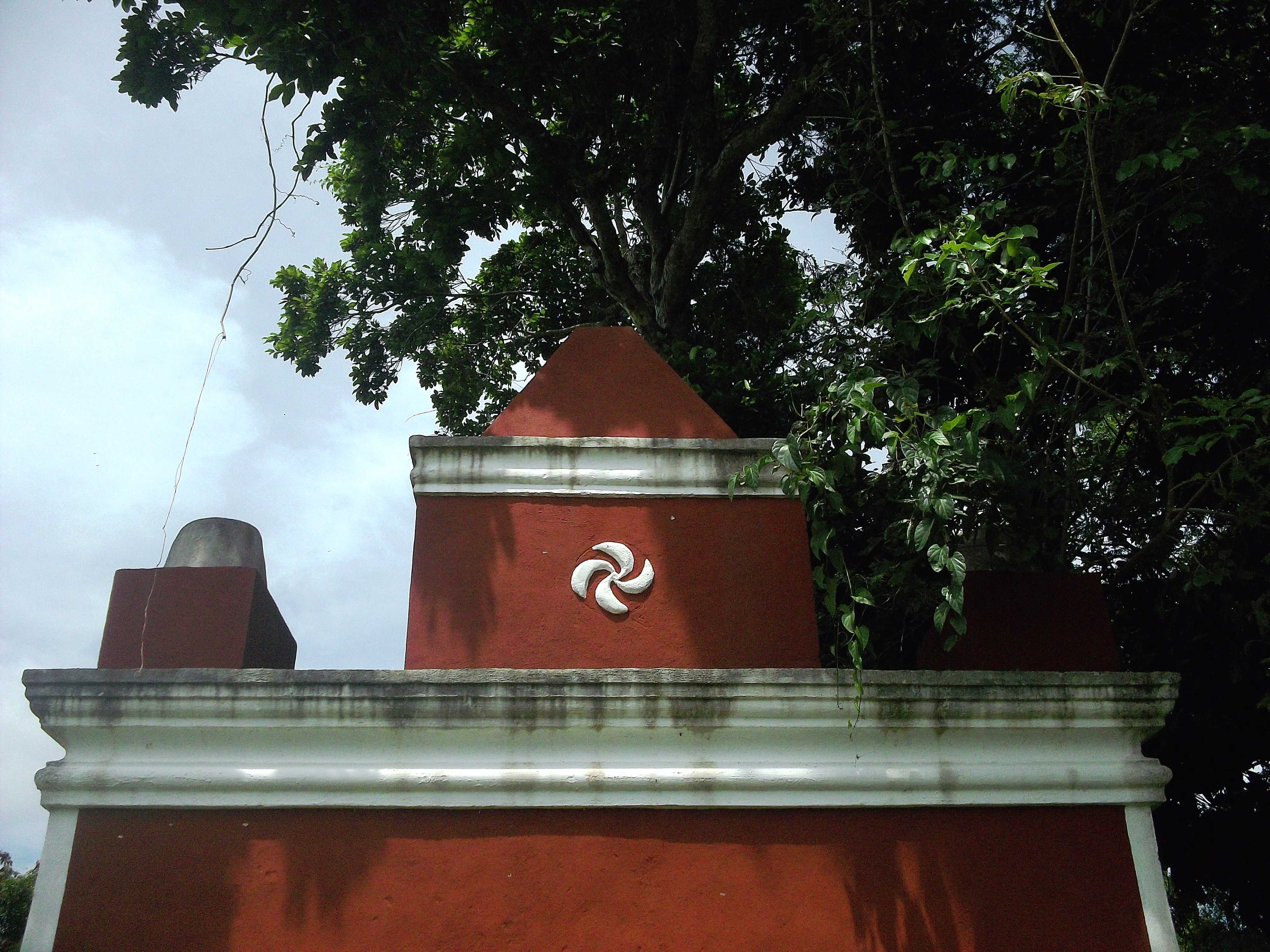
Lauburu.
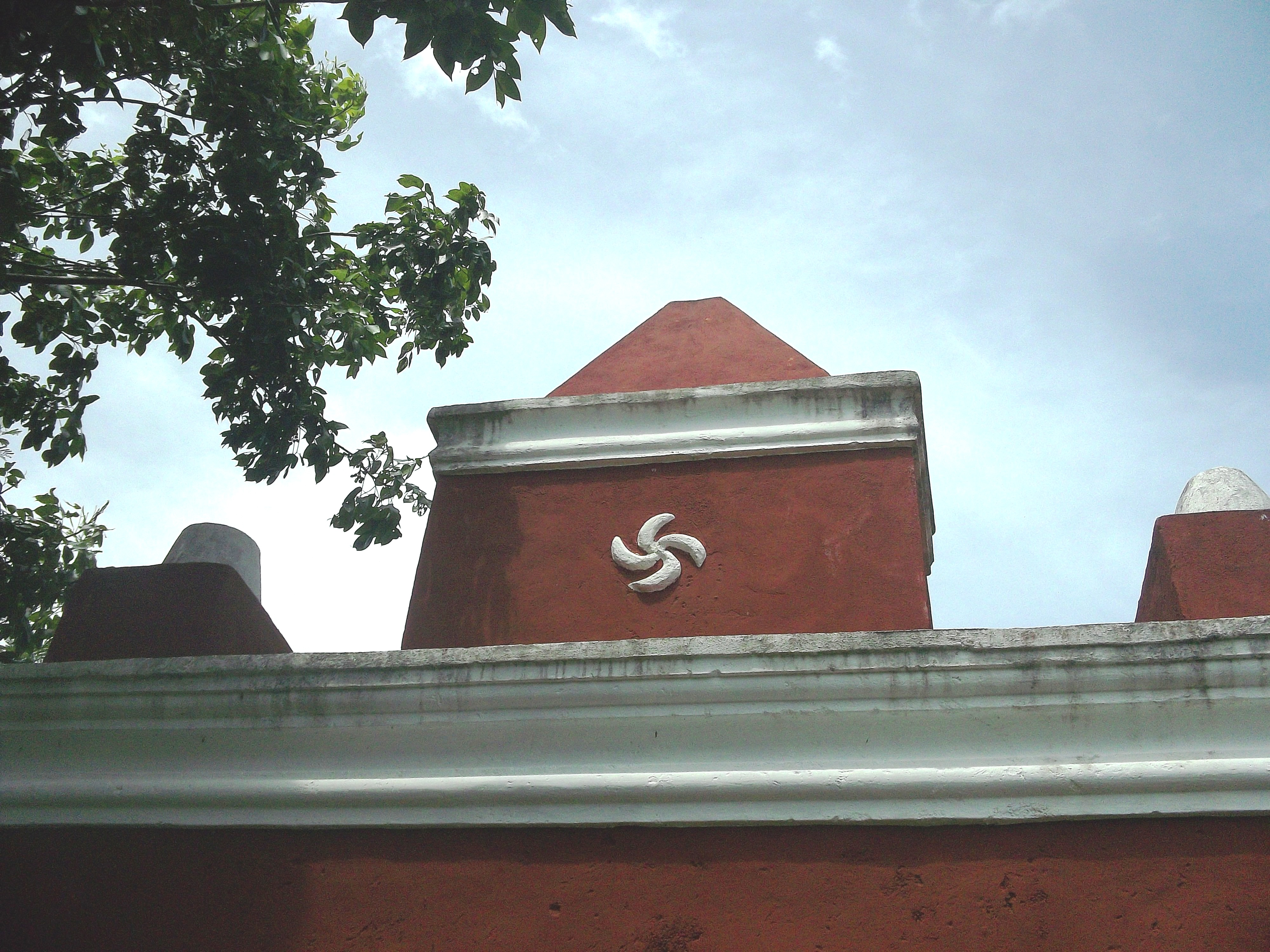
Lauburu.